# Stenocercus prionotus
Stenocercus prionotus — вид ігуаноподібних ящірок родини Tropiduridae. Мешкає в Перу і Болівії.

## Поширення і екологія
Stenocercus prionotus мешкають у східних передгір'ях Анд на території Перу (на південь від Сан-Мартіна) і Болівії (на південь до Пандо). Вони живуть у вологих тропічних лісах. Зустрічаються на висоті від 176 до 1520 м над рівнем моря.